# Fergusson River
Fergusson River är ett vattendrag i Australien. Det ligger i territoriet Northern Territory, omkring 230 kilometer söder om territoriets huvudstad Darwin.
Omgivningarna runt Fergusson River är huvudsakligen savann. Trakten runt Fergusson River är nära nog obefolkad, med mindre än två invånare per kvadratkilometer. Genomsnittlig årsnederbörd är 1 350 millimeter. Den regnigaste månaden är januari, med i genomsnitt 294 mm nederbörd, och den torraste är juni, med 1 mm nederbörd.